# Itaú (Río Grande del Norte)
Itaú es un municipio brasilero del estado del Rio Grande do Norte localizado en la microrregión de Pau dos Ferros. De acuerdo con el censo realizado por el IBGE (Instituto Brasilero de Geografía y Estadística) en el año 2000, su población es de 5.385 habitantes. Área territorial de 133 km².